# 蒙松區
9°16′47″S 76°23′46″W / 9.2796°S 76.3960°W
蒙松區（西班牙語：Distrito de Monzón），是秘魯的一個區，位於該國中部瓦努科大區的瓦馬利埃斯省，始建於1857年1月2日，面積1,521.4平方公里，海拔高度920米，2005年人口18,460，人口密度每平方公里12人。